# Sibylle Lichtensteiger
Sibylle Lichtensteiger (* 29. Oktober 1969) ist eine Schweizer Kuratorin und war bis 2024 Leiterin des Stapferhauses Lenzburg.

## Werdegang
Sibylle Lichtensteiger ist in Aadorf im Kanton Thurgau aufgewachsen. An der Universität Zürich studierte sie Geschichte und Germanistik. Während dem Studium unterrichtete sie an der Primarschule in Aadorf und war beim Radio Thurgau. Später arbeitete sie fürs Schweizer Radio und Fernsehen beim Regionaljournal Zürich-Schaffhausen. Als Studentin begann sie im Stapferhaus Lenzburg als Kulturvermittlerin, dann wurde sie wissenschaftliche Mitarbeiterin.
2002 übernahm Lichtensteiger die Co-Leitung des Ausstellungshauses, von 2012 bis 2024 war sie alleinige Künstlerische Leiterin und Gesamtleiterin. Unter ihrer Leitung gewann das Stapferhaus diverse Preise und Auszeichnungen unter anderem 2020 den Preis für das Europäische Museum des Jahres EMYA. Sibylle Lichtensteiger verstand das Stapferhaus nicht als klassisches Museum, sondern als Haus, das Geschichten sammelt anstelle von Objekten. Die Ausstellungen widmeten sich gesellschaftspolitischen Themen wie Heimat oder Geld.

## Ausstellungen (Auswahl)
- 2022: Natur
- 2019–2022: Geschlecht. Jetzt entdecken.
- 2018–2020: Fake. Die ganze Wahrheit.
- 2017–2018: Heimat. Eine Grenzerfahrung.
- 2014–2016: Geld. Jenseits von Gut und Böse.
- 2012–2014: Entscheiden. Im Supermarkt der Möglichkeiten.
- 2010–2011: Home
- 2008–2009: Nonstop

## Publikationen
- Geschlecht: Jetzt entdecken. Stapferhaus Lenzburg, 2020, ISBN 978-3-907291-17-7.
- Heimat: Eine Grenzerfahrung. Stapferhaus Lenzburg, 2017.
- mit Aline Minder und Detlef Vögeli: Dramaturgie in der Ausstellung: Begriffe und Konzepte für die Praxis. Transcript, 2014, ISBN 978-3-8376-2714-5.
- mit Suanne Gesser, Martin Handschin und Angela Jannelli: Das partizipative Museum. Zwischen Teilhabe und User Generated Content. Neue Anforderungen an kulturhistorische Ausstellungen. Transcript, 2012, ISBN 978-3-8376-1726-9.
- Last Minute. Ein Buch zu Sterben und Tod, Hans Ulrich Glarner, Beat Hächler & Sibylle Lichtensteiger (Hrsg.), Stapferhaus, Hier + jetzt, Baden 1999, ISBN 3-907065-74-3.

## Weitere Tätigkeiten
- Lichtensteiger ist im Vorstand des Vereins Literaturmuseum Zürich, der das Literaturhaus Strauhof betreibt[6]
- Jury-Vorsitzende 2022, K3-Preis für Klimakommunikation[7]